# Crise sanitária no Brasil em 2021
Uma crise sanitária foi desencadeada no ano de 2021 quando o sistema de saúde começou a sucumbir diante do agravamento da pandemia de COVID-19 no Brasil. Desde o início da pandemia, em 25 de fevereiro de 2020, o país não mostrou capacidade de combater o desafio e fracassou em várias frentes, tais como: preparação, testagem e vacinação. Manaus foi a primeira capital que enfrentou um colapso hospitalar e funerário. Em abril de 2020, os leitos de unidade de terapia intensiva (UTI) operaram na capacidade máxima, os necrotérios não suportaram o aumento da demanda e os cemitérios públicos começaram a abrir valas comuns.
Em 2021, a crise se agravou significativamente. Manaus sofreu um segundo colapso, que afetou o estado do Amazonas e algumas cidades do Pará. No âmbito nacional, a situação começou a se deteriorar no mês de março. Os boletins da Fundação Oswaldo Cruz indicaram que 24 estados e o Distrito Federal estavam com a taxa de ocupação de leitos de UTI elevada. No mesmo período, o país registrou inúmeros recordes de mortes causadas pela doença. Dentre os principais fatores que resultaram no agravamento da crise, estão as novas cepas do SARS-CoV-2 e a crise política. No ínterim, as atitudes do presidente Jair Bolsonaro foram amplamente criticadas por seu viés negacionista, uma vez que promoveram a inobservância das normas sanitárias recomendadas pela Organização Mundial da Saúde, o que provocou conflitos com governadores e uma crise militar.
Por causa do descontrole da expansão do vírus e pelo surgimento de novas cepas, o Brasil foi classificado como "ameaça à saúde pública global" por especialistas, governos e periódicos internacionais. Tais fatos levaram o Senado Federal instalar a CPI da COVID-19 para apuração de responsabilidade pelo colapso sanitário  de Manaus e desvios de recursos federais destinados a combate da Covid-19.

## Contexto

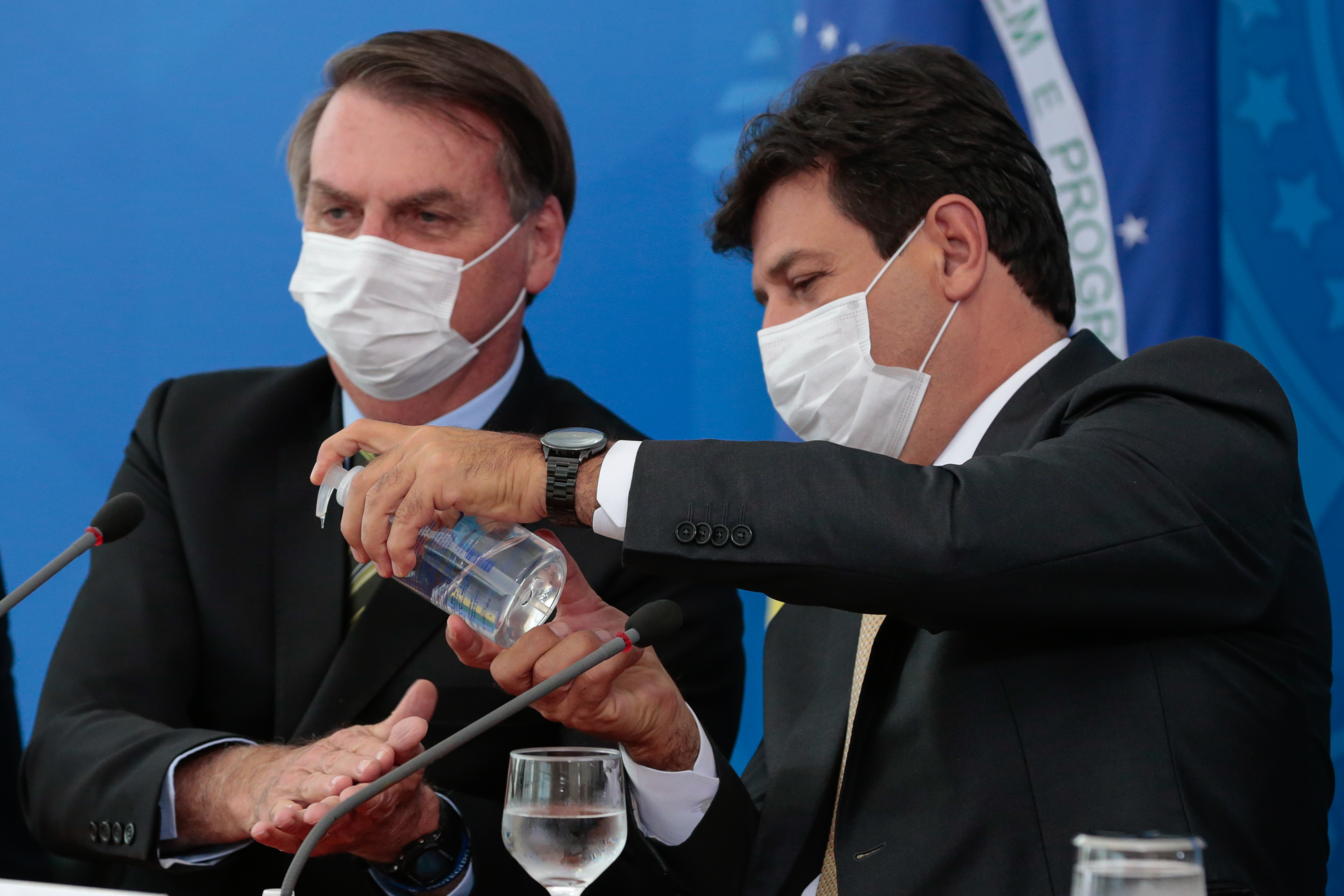
O presidente Jair Bolsonaro e o então ministro da saúde Luiz Henrique Mandetta durante uma coletiva em março de 2020.

Em 3 de fevereiro de 2020, o então ministro da Saúde, Luiz Henrique Mandetta, declarou que o Brasil, mesmo sem casos confirmados de infectados pelo SARS-CoV-2, reconheceria o vírus como uma Emergência de Saúde Pública de Âmbito Internacional e que o governo determinaria as regras para a volta dos brasileiros que estavam em Wuhan, o primeiro epicentro da doença. No dia seguinte, Jair Bolsonaro decretou estado de emergência e enviou um projeto de lei para criar quarentenas e tornar exames, vacinação e tratamento obrigatórios. Nas semanas que se seguiram, vários casos suspeitos foram monitorados e descartados até que, no dia 25 de fevereiro, o Hospital Israelita Albert Einstein registrou a notificação daquele que seria confirmado como o primeiro caso de COVID-19 no Brasil.
Durante o mês de março, o presidente Bolsonaro divergiu de Mandetta ao defender restrições sanitárias menos rigorosas. Esta postura ficou evidenciada em um pronunciamento em rede nacional, no qual sugeriu o fim da quarentena e usou termos como "gripezinha" e "resfriadinho" para minimizar a pandemia. A crise no governo federal piorou a partir do mês de abril: além de embates com governadores, também houve manifestações contrárias ao isolamento, realizadas em algumas cidades brasileiras, com carreatas e ameaças ao Congresso Nacional e ao Supremo Tribunal Federal (STF), recebendo inclusive o apoio do próprio Bolsonaro. Já o embate com Mandetta terminou com a demissão do ministro em 16 de abril.
Sob o governo Bolsonaro, predominou-se uma postura negacionista e "caótica". Além das inúmeras declarações controversas, o presidente desestimulou o uso de máscaras, comemorou a suspensão dos testes da CoronaVac e defendeu veementemente o uso da medicação precoce sem comprovação científica, como cloroquina e ivermectina, o que foi mencionado pela imprensa como um dos principais motivos da saída de Nelson Teich do Ministério da Sáude.
Após a saída de Teich, o general de divisão Eduardo Pazuello assumiu interinamente o cargo, sendo mais tarde efetivado. Foi sob a gestão de Pazuello que o Ministério da Saúde protocolou a recomendação do uso de remédios sem eficácia comprovada, como cloroquina e hidroxicloroquina. O medicamento continuou sendo indicado mesmo depois da Organização Mundial da Saúde suspender os testes. Em novembro de 2020, a contribuinte da revista Veja, Marcela Mattos, noticiou que o Sistema Único de Saúde (SUS) repassou mais de sete milhões de comprimidos de cloroquina, um valor quase duas vezes maior do que a distribuição do medicamento nos dois anos anteriores.
No âmbito do contágio, o Brasil começou registrando muitos casos suspeitos. Contudo, ainda na primeira quinzena de março, o Ministério da Saúde confirmou casos de transmissão comunitária no Rio de Janeiro e em São Paulo. Diante disso, o país registrou diariamente um número maior de casos confirmados, ultrapassando as marcas de mil, cem mil e um milhão em poucos meses de pandemia. O número de mortes também seguiu a taxa de crescimento e o Brasil terminou 2020 com mais de 194 mil óbitos por COVID-19.

## Eventos

### Colapso do sistema de saúde de Manaus
O Brasil apresentou cenários diferentes no início da pandemia, com capitais exibindo curvas de contágios e mortes completamente distintas. Em abril de 2020, os leitos de unidade de terapia intensiva (UTI) de Manaus começaram a operar na capacidade máxima e o sistema de saúde colapsou. Na ocasião, os índices de contágio e mortes aumentaram significativamente e, consequentemente, necrotérios e cemitérios não suportaram o aumento da demanda, resultando em um colapso funerário.
Em janeiro de 2021, Manaus viveu um segundo colapso muito provavelmente impulsionado por uma cepa mais contagiosa. O estado do Amazonas não conseguiu suprir a demanda de oxigênio, o que deteriorou a crise no estado. Este evento deu início a uma série de investigações contra o governo federal e estadual através de ações do Ministério Público Federal e no STF. No ínterim, o Ministério da Saúde lançou no estado um aplicativo que recomendava o uso de medicamentos sem eficácia comprovada. Diante da controversa, o mesmo foi retirado do ar em uma semana. Nos dias seguintes, os sistemas de saúde das cidades de Chapecó e Porto Velho também entraram em colapso.

### Agravamento da situação sanitária pelo país
O estado do Acre viveu, em fevereiro, uma convergência de fatores, resultando em calamidade pública. Entre os fatores que se somaram com a pandemia estão enchentes, crise migratória e surto de dengue.

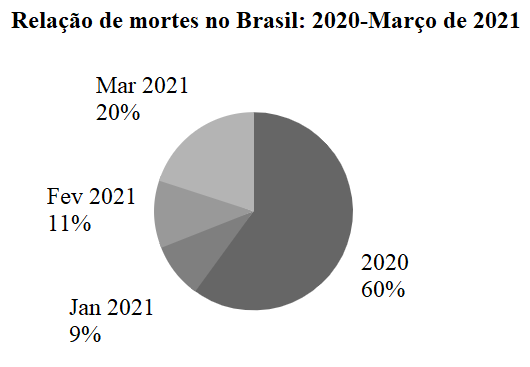
Os três primeiros meses de 2021 registraram 40% das mortes por COVID-19.

O terceiro mês de 2021 marcou o agravamento da crise sanitária em todo o território nacional, um fato que foi percebido pela população. Na primeira quinzena, 24 estados e o Distrito Federal apresentavam taxas de ocupação de leitos de UTI superiores a 80%, sendo dezesseis acima dos 90%. Os dados mostravam um colapso nacional e rapidamente o país começou a registrar mortes em filas de espera por leitos, além de alertas para possíveis desabastecimentos de oxigênio e de produtos para a intubação de pacientes. Março, então, encerrou-se como o mês mais letal da história do país. Na ocasião, registrou-se mais de 140 mil óbitos, sendo um terço deste total causado pela COVID-19. No mesmo período, a crise estabeleceu recordes negativos em diversos estados, tais como: Minas Gerais, Paraíba, Piauí, Rio Grande do Sul, Santa Catarina e São Paulo. Enquanto isso, o cardiologista Marcelo Queiroga assumiu o cargo de ministro da Saúde.
No âmbito nacional, o país ultrapassou as marcas de três mil e quatro mil mortes diárias em um curto intervalo de tempo. O primeiro dia do mês de abril ficou marcado por mais um recorde negativo, com o registro de três mil mortes por dia na média móvel.

## Posicionamentos

### Analistas
Entre os analistas, as medidas de restrições sanitárias foram endossadas em vários momentos. O isolamento social foi classificado como a medida mais eficaz para contenção da COVID-19. O cientista e médico Miguel Nicolelis fez críticas contra a atuação política dizendo que as "sinapses dos neurônios políticos brasileiros são muito mais lentas do que a taxa de transmissão do vírus." Nicolelis foi um dos principais analistas que defendeu o lockdown nacional e chegou a criticar as medidas "paliativas" adotadas por governante em períodos de elevada transmissão do vírus. Discorrendo sobre o agravamento da crise, a microbiologista Natalia Pasternak afirmou que o sistema de saúde estava "colapsando", já que as pessoas começaram a morrer por "falta de atendimento, e não só por causa da doença." Este mesmo raciocínio foi defendido por Renato Kfouri, que complementou: "onde não colapsou vai colapsar se medidas mais duras não forem tomadas."
Na área econômica, os especialistas criticaram o discurso adotado pelo governo de priorizar a economia ao invés da saúde e defenderam que a recuperação econômica estaria diretamente ligada à recuperação sanitária. Argumento que foi corroborado pelo economista Francisco Ferreira, que lembrou: "as contrações econômicas foram maiores para os países que tiveram maior mortalidade per capita." Desde o início da pandemia no país, os economistas compartilharam o consenso sobre a necessidade do isolamento social, inclusive do lockdown. Em março de 2021, esse posicionamento ficou evidenciado com uma carta assinada por mais de 1500 pessoas da área, pedindo "respeito ao país, à ciência e a uma boa gestão do Governo" no combate à pandemia.

### Governo Federal
O governo federal, através do presidente Bolsonaro, adotou uma postura negacionista. Sob o argumento principal de que a economia não poderia parar, a saúde pública ficou em segundo plano. Em diversas ocasiões, o presidente tomou atitudes que promoveram a inobservância das normas sanitárias recomendadas pela Organização Mundial da Saúde, contrariou a ciência, rejeitou vacinas e disseminou desinformações.

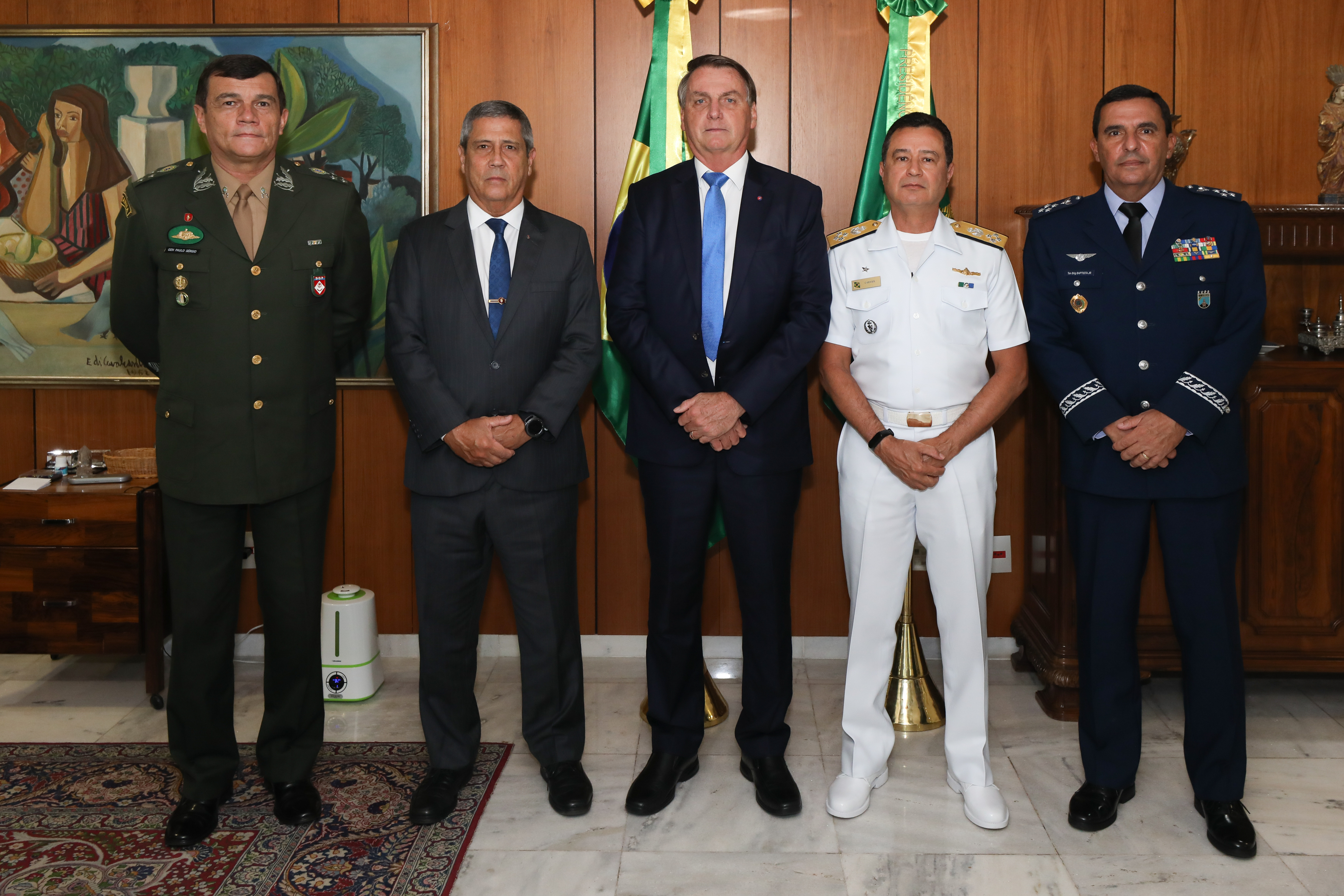
Bolsonaro com o novo ministro Braga Netto e os comandantes Paulo Sérgio, Carlos de Almeida Baptista e Almir Garnier Santos, em 31 de março

Contrário às medidas de isolamento adotadas pelos governadores nos estados, Bolsonaro recorreu mais de uma vez ao STF para derrubá-las. Diante das decisões da corte, ele afirmou falsamente que não poderia tomar qualquer atitude contra a pandemia. Em março de 2021, com o agravamento da crise sanitária, Bolsonaro voltou a questionar junto ao STF as restrições decretadas por governadores, sob o argumento de que caracterizavam medidas de exceção, como Estado de Defesa e Estado de Sítio, que só podiam ser decretadas por ele. A Advocacia-Geral da União e o Procurador-Geral da República também ingressaram com ações no STF contra as medidas dos governadores. No mesmo mês, as mais altas autoridades militares brasileiras renunciaram como resposta às tentativas do presidente de politizar as Forças Armadas. De acordo com uma reportagem da contribuinte da Folha de S.Paulo, Géssica Brandino, o ocorrido resultou da discordância do ministro Fernando Azevedo e Silva em usar os militares contra medidas de lockdown adotadas por governadores. Já no congresso, o líder do governo na câmara dos deputados, Major Vitor Hugo, propôs um projeto de lei em caráter de urgência que permitiria ao presidente acionar a mobilização nacional. O projeto teve uma repercussão negativa, sendo repudiado, além de classificado como "inconstitucional" e "tentativa de golpe."

### Organização Mundial da Saúde
Em vídeo-conferência com prefeitos, o diretor-geral da Organização Mundial da Saúde, Tedros Adhanom ressaltou a importância da gestão municipal no combate a pandemia de COVID-19. O recado foi enviado para a nova diretoria da Frente Nacional de Prefeitos (FNP), em especial, para o prefeito de Aracaju Edvaldo Nogueira. Nela, Tedros ressaltou o papel do Executivo Municipal no combate à pandemia: “No mundo todo, as cidades têm suportado o maior peso da pandemia. E eu sei que vocês, como prefeitos, têm um papel importante na resposta à pandemia e em prover cuidados. Vocês veem as necessidades e os desafios que o seu povo enfrenta mais de perto que outros”, disse. Ainda no discurso, Tedros reconheceu a necessidade de vacinas em conjunto com políticas sanitárias abrangentes dos prefeitos: “Com uma abordagem abrangente de medidas de saúde pública em conjunto com as vacinas (...) A OMS e seus parceiros estão trabalhando dia e noite para encontrar meios para aumentar rapidamente a produção e a distribuição mais equitativa de vacinas”, declarou. 